# Seme
Seme je del rastline, ki nastane po oploditvi iz cveta in se uporablja za razširjanje po prostoru. Sestavljeno je iz kalčka, rezervne hrane in semenske ovojnice. Kalček je zaščiten s semensko lupino. Za svoj razvoj potrebuje hranilne snovi, saj je še heterotrof, ko pa se pojavijo prvi klični listi, lahko začne vršiti fotosintezo in tako postane avtotrof. Rezervne snovi so v posebnih hranilnih tkivih (seme s hranilnimi tkivi) ali pa v embriu (seme brez hranilnih tkiv). Po oploditvi se začne semenska zasnova razvijati v seme. Pri kritosemenkah se seme razvije v plodnici, pri golosemenkah pa na površini plodnih listov.

#### Razširjanje semen
Rastline so se razvile na več načinov za raznašanje svojih semen, tako da ne tekmujejo z matično rastlino za prostor, svetlobo in vodo. Temu pravimo razširjanje semen. Semena lahko raznosijo živali, veter ali voda, ali pa se razširijo naokrog potem, ko se sadež razpoči. Semena, ki jih razprši veter, so zelo lahka in imajo dlačice ali tanka, papirju podobna krila, da jih veter lažje nosi po zraku. Razpršena semena se razvijejo v strokih. Potem, ko se stroki posušijo, se hipoma odprejo, tako da se semena raztresejo proč od matične rastline. Semena, ki jih razširi voda, na primer kokosovi orehi, imajo nepremočljive lupine. Kokosovi orehi so semena kokosove palme. Plavajo na rekah ali morju, dokler jih voda ne naplavi na obrežje. Mesnate plodove s semeni, kot na primer jagode, jedo ptice in druge živali, ki semena potem izločijo s svojimi iztrebki. Semena s kavlji, kakršna ima na primer repinec, se oprijemajo živalskega kožuha, lešnika in zrna pa lahko živali odnesejo daleč proč in zakopljejo 